# Octavia den yngre
För andra betydelser, se Octavia.
Octavia Thurina Minor, vanligen benämnd Octavia, född 69 f.Kr. i Nola, död 11 f.Kr., var Augustus syster och mor till Marcellus.

## Biografi
Octavia blev år 40 f.Kr. förmäld med Marcus Antonius för att bekräfta enigheten mellan denne och brodern Augustus; de fick döttrarna Antonia den äldre och Antonia den yngre. Antonius försköt henne för Kleopatras skull år 32 f.Kr. I ett föregående äktenskap hade hon sonen Marcellus. 
På sin begravning fick hon av Augustus högsta hedersbetydelser som Porticus Octaviae och hon utnämndes till gudinna. Hon var en av de första kvinnorna i Rom som fick sin bild på mynt.